# Steve Upton
Steve Upton (ur. w Wrexham w Walii 24 maja 1946, wychowywał się w Exeter w hrabstwie Devon w Anglii) – perkusista zespołu rockowego Wishbone Ash, w którym grał w latach 1969–1990. Jego precyzyjna gra była kluczowym elementem brzmienia zespołu. Był jednym z pierwszych perkusistów, który grał w pozycji otwartej (bez krzyżowania rąk). Jest leworęczny. 
W niektórych okresach działania zespołu odpowiedzialny był również za kontakt z managerami, agentami, ekipą koncertową, promotorami, itd., dzięki czemu zyskał sobie przydomek Pułkownik (ang. Colonel). Pod koniec lat '80 stał się pełnoprawnym managerem zespołu. W roku 1990 odszedł z zespołu z powodów osobistych i z chęci prowadzenia spokojnego życia.